# Municipio de Almolonga
Municipio de Almolonga är en kommun i Guatemala.   Den ligger i departementet Departamento de Quetzaltenango, i den sydvästra delen av landet, 110 km väster om huvudstaden Guatemala City. Antalet invånare är 16 850.